# Frank Hall Knowlton

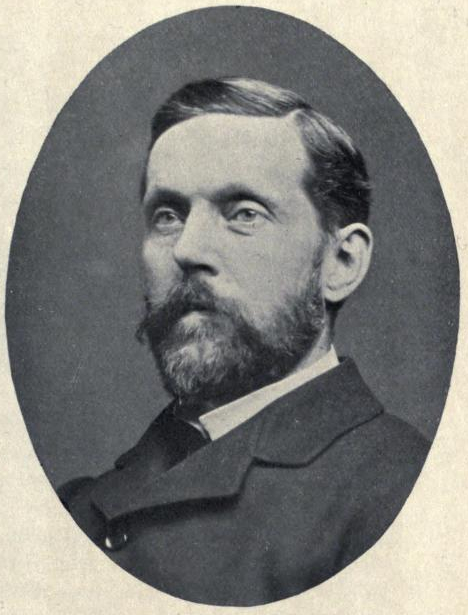

Frank Hall Knowlton (* 2. September 1860 in Brandon, Vermont; † 22. November 1926 in Ballston, Virginia) war ein US-amerikanischer Paläontologe und speziell Paläobotaniker sowie Ornithologe. Sein offizielles botanisches Autorenkürzel lautet „Knowlt.“

## Leben
Knowlton studierte am Middlebury College mit dem Bachelor-Abschluss in Botanik 1884. Danach arbeitete er für das National Museum of Natural History an der Cotton Centennial Exhibition in New Orleans und wurde nach dem Ende der Ausstellung als Assistant Curator übernommen.  Er studierte und lehrte ab 1887 Botanik an der heutigen George Washington University (damals Columbian University) und wurde dort 1896 promoviert. Ab 1889 war er beim United States Geological Survey zunächst als Assistent des Paläobotanikers Lester Frank Ward, ab 1907 als Assistenz-Geologe und Paläontologe.
Knowlton benutzte mikroskopische Untersuchungen in der Taxonomie von Pflanzen der Kreide und des frühen Tertiär in Nordamerika, fand dabei viele neue Arten und publizierte 1919 einen Katalog. Er ist auch für seinen Bildband Birds of the World von 1909 bekannt, der sein Interesse an Ornithologie widerspiegelt. Er verfasste 1888 die Erstbeschreibung von Araucarioxylon arizonicum. Knowlton war ein Pionier in der Paläoklimatologie mit einem Aufsatz von 1919, in dem er aus geologischen Informationen das Paläoklima zu rekonstruieren versuchte.
1918 war er Präsident der Paleontological Society. Knowlton war 1897 Gründer und bis 1904 Herausgeber von The Plant World. 1921 erhielt er einen Ehrendoktor (D.Sc.).

## Schriften
- Birds of the World, Archibald Constable & Co, Westminster 1909
- A Catalogue of the mesozoic and cenozoic plants of North America, 1919
- Evolution of Geologic Climates, Geological Society of America Bulletin, Band 30, 1919, S. 499–565
- Plants of the Past. A popular account of fossil plants, Princeton University Press 1927